# Aishi Manula
Aishi Salum Manula (Morogoro, 13 settembre 1995) è un calciatore tanzaniano, portiere del Simba e della Nazionale tanzaniana.

## Carriera

### Club
Nel 2017, dopo aver giocato per l'Azam, passa al Simba.

### Nazionale
Ha debuttato in Nazionale il 17 novembre 2015, in Algeria-Tanzania (7-0), gara valida per le qualificazioni al campionato mondiale di calcio 2018, gara in cui è subentrato al compagno Mustapha Mtinge.

## Statistiche

### Cronologia presenze e reti in nazionale
Aggiornato al 3 giugno 2023

| Cronologia completa delle presenze e delle reti in nazionale ― Tanzania | Cronologia completa delle presenze e delle reti in nazionale ― Tanzania | Cronologia completa delle presenze e delle reti in nazionale ― Tanzania | Cronologia completa delle presenze e delle reti in nazionale ― Tanzania | Cronologia completa delle presenze e delle reti in nazionale ― Tanzania | Cronologia completa delle presenze e delle reti in nazionale ― Tanzania | Cronologia completa delle presenze e delle reti in nazionale ― Tanzania | Cronologia completa delle presenze e delle reti in nazionale ― Tanzania |
| Data                                                                    | Città                                                                   | In casa                                                                 | Risultato                                                               | Ospiti                                                                  | Competizione                                                            | Reti                                                                    | Note                                                                    |
| ----------------------------------------------------------------------- | ----------------------------------------------------------------------- | ----------------------------------------------------------------------- | ----------------------------------------------------------------------- | ----------------------------------------------------------------------- | ----------------------------------------------------------------------- | ----------------------------------------------------------------------- | ----------------------------------------------------------------------- |
| 17-15-2015                                                              | Blida                                                                   | Algeria                                                                 | 7 – 0                                                                   | Tanzania                                                                | Qual. Mondiali 2018                                                     | -4                                                                      | 45’ 57’                                                                 |
| 23-3-2016                                                               | Ndjamena                                                                | Ciad                                                                    | 0 – 1                                                                   | Tanzania                                                                | Qual. Coppa d'Africa 2017                                               | -                                                                       |                                                                         |
| 3-9-2016                                                                | Uyo                                                                     | Nigeria                                                                 | 1 – 0                                                                   | Tanzania                                                                | Qual. Coppa d'Africa 2017                                               | -1                                                                      |                                                                         |
| 10-6-2017                                                               | Dar es Salaam                                                           | Tanzania                                                                | 1 – 1                                                                   | Lesotho                                                                 | Qual. Coppa d'Africa 2019                                               | -1                                                                      |                                                                         |
| 7-10-2017                                                               | Dar es Salaam                                                           | Tanzania                                                                | 1 – 1                                                                   | Malawi                                                                  | Amichevole                                                              | -1                                                                      |                                                                         |
| 27-3-2018                                                               | Dar es Salaam                                                           | Tanzania                                                                | 2 – 0                                                                   | RD del Congo                                                            | Amichevole                                                              | -                                                                       |                                                                         |
| 8-9-2018                                                                | Kampala                                                                 | Uganda                                                                  | 0 – 0                                                                   | Tanzania                                                                | Qual. Coppa d'Africa 2019                                               | -                                                                       |                                                                         |
| 12-10-2018                                                              | Praia                                                                   | Capo Verde                                                              | 3 – 0                                                                   | Tanzania                                                                | Qual. Coppa d'Africa 2019                                               | -3                                                                      |                                                                         |
| 16-10-2018                                                              | Dar es Salaam                                                           | Tanzania                                                                | 2 – 0                                                                   | Capo Verde                                                              | Qual. Coppa d'Africa 2019                                               | -                                                                       |                                                                         |
| 18-11-2018                                                              | Maseru                                                                  | Lesotho                                                                 | 1 – 0                                                                   | Tanzania                                                                | Qual. Coppa d'Africa 2019                                               | -1                                                                      |                                                                         |
| 24-3-2019                                                               | Dar es Salaam                                                           | Tanzania                                                                | 3 – 0                                                                   | Uganda                                                                  | Qual. Coppa d'Africa 2019                                               | -                                                                       |                                                                         |
| 13-6-2019                                                               | Alessandria d'Egitto                                                    | Egitto                                                                  | 1 – 0                                                                   | Tanzania                                                                | Amichevole                                                              | -1                                                                      |                                                                         |
| 23-6-2019                                                               | Il Cairo                                                                | Senegal                                                                 | 2 – 0                                                                   | Tanzania                                                                | Coppa d'Africa 2019 - Fase a gironi                                     | -2                                                                      |                                                                         |
| 27-6-2019                                                               | Il Cairo                                                                | Kenya                                                                   | 3 – 2                                                                   | Tanzania                                                                | Coppa d'Africa 2019 - Fase a gironi                                     | -3                                                                      |                                                                         |
| 13-11-2020                                                              | Tunisi                                                                  | Tunisia                                                                 | 1 – 0                                                                   | Tanzania                                                                | Qual. Coppa d'Africa 2021                                               | -1                                                                      |                                                                         |
| 17-11-2020                                                              | Dar es Salaam                                                           | Tanzania                                                                | 1 – 1                                                                   | Tunisia                                                                 | Qual. Coppa d'Africa 2021                                               | -1                                                                      |                                                                         |
| 19-1-2021                                                               | Lusaka                                                                  | Zambia                                                                  | 2 – 0                                                                   | Tanzania                                                                | Campionato delle nazioni africane 2020                                  | -2                                                                      |                                                                         |
| 23-1-2021                                                               | Windhoek                                                                | Namibia                                                                 | 0 – 1                                                                   | Tanzania                                                                | Campionato delle nazioni africane 2020                                  | -                                                                       |                                                                         |
| 25-3-2021                                                               | Malabo                                                                  | Guinea Equatoriale                                                      | 1 – 0                                                                   | Tanzania                                                                | Qual. Coppa d'Africa 2021                                               | -1                                                                      |                                                                         |
| 28-3-2021                                                               | Dar es Salaam                                                           | Tanzania                                                                | 1 – 0                                                                   | Libia                                                                   | Qual. Coppa d'Africa 2021                                               | -                                                                       |                                                                         |
| 13-6-2021                                                               | Dar es Salaam                                                           | Tanzania                                                                | 2 – 0                                                                   | Malawi                                                                  | Amichevole                                                              | -                                                                       |                                                                         |
| 2-9-2021                                                                | Kinshasa                                                                | RD del Congo                                                            | 1 – 1                                                                   | Tanzania                                                                | Qual. Mondiali 2022                                                     | -1                                                                      |                                                                         |
| 7-9-2021                                                                | Dar es Salaam                                                           | Tanzania                                                                | 3 – 2                                                                   | Madagascar                                                              | Qual. Mondiali 2022                                                     | -2                                                                      |                                                                         |
| 7-10-2021                                                               | Dar es Salaam                                                           | Tanzania                                                                | 0 – 1                                                                   | Benin                                                                   | Qual. Mondiali 2022                                                     | -1                                                                      |                                                                         |
| 10-10-2021                                                              | Cotonou                                                                 | Benin                                                                   | 0 – 1                                                                   | Tanzania                                                                | Qual. Mondiali 2022                                                     | -                                                                       |                                                                         |
| 11-11-2021                                                              | Dar es Salaam                                                           | Tanzania                                                                | 0 – 3                                                                   | RD del Congo                                                            | Qual. Mondiali 2022                                                     | -3                                                                      |                                                                         |
| 4-6-2022                                                                | Cotonou                                                                 | Niger                                                                   | 1 – 1                                                                   | Tanzania                                                                | Qual. Coppa d'Africa 2023                                               | -1                                                                      | 60’                                                                     |
| 8-6-2022                                                                | Dar es Salaam                                                           | Tanzania                                                                | 0 – 2                                                                   | Algeria                                                                 | Qual. Coppa d'Africa 2023                                               | -2                                                                      |                                                                         |
| 27-9-2022                                                               | Benina                                                                  | Libia                                                                   | 2 – 1                                                                   | Tanzania                                                                | Amichevole                                                              | -2                                                                      | 90’                                                                     |
| 24-3-2023                                                               | Ismailia                                                                | Uganda                                                                  | 0 – 1                                                                   | Tanzania                                                                | Qual. Coppa d'Africa 2023                                               | -                                                                       |                                                                         |
| 28-3-2023                                                               | Dar es Salaam                                                           | Tanzania                                                                | 0 – 1                                                                   | Uganda                                                                  | Qual. Coppa d'Africa 2023                                               | -1                                                                      |                                                                         |
| 17-1-2024                                                               | San-Pédro                                                               | Marocco                                                                 | 3 – 0                                                                   | Tanzania                                                                | Coppa d'Africa 2023 - 1º turno                                          | -3                                                                      |                                                                         |
| 21-1-2024                                                               | San-Pédro                                                               | Zambia                                                                  | 1 – 1                                                                   | Tanzania                                                                | Coppa d'Africa 2023 - 1º turno                                          | -1                                                                      |                                                                         |
| 24-1-2024                                                               | Korhogo                                                                 | Tanzania                                                                | 0 – 0                                                                   | RD del Congo                                                            | Coppa d'Africa 2023 - 1º turno                                          | -                                                                       |                                                                         |
| 22-3-2024                                                               | Baku                                                                    | Tanzania                                                                | 0 – 1                                                                   | Bulgaria                                                                | Amichevole                                                              | -                                                                       | 31’                                                                     |
| Totale                                                                  |                                                                         | Presenze                                                                | 35                                                                      |                                                                         | Reti                                                                    | -39                                                                     |                                                                         |

## Palmarès

### Club

#### Competizioni nazionali
- Campionato di calcio della Tanzania: 4

Azam: 2013-2014
Simba: 2017-2018, 2018-2019, 2019-2020